# The Man with the Iron Heart
The Man with the Iron Heart (i svensk översättning: Mannen med järnhjärtat) är en fransk-belgisk historisk dramafilm från 2017, regisserad av Cédric Jimenez med Jason Clarke, Rosamund Pike och Jack O'Connell i huvudrollerna. Filmen är baserad på den franske författaren Laurent Binets roman HHhH, vilken i sin tur bygger på Operation Anthropoid, attentatet mot Reinhard Heydrich under andra världskriget.

## Handling
Året är 1942 och Tredje riket upplever sina glansdagar. Den tjeckiska motståndsrörelsen i London planerar sin mest avancerade militäroperation under andra världskriget, Operation Anthropoid. Två unga rekryter, Jozef Gabčík och Jan Kubiš, skickas till Prag för att mörda en av de mest kända nazisterna, riksprotektorn Reinhard Heydrich, chefen för Reichssicherheitshauptamt samt mannen bakom vad som kom att kallas "den slutgiltiga lösningen av judefrågan".

## Rollista
| Roll                | Skådespelare     |
| ------------------- | ---------------- |
| Jan Kubiš           | Jack O'Connell   |
| Jozef Gabčík        | Jack Reynor      |
| Reinhard Heydrich   | Jason Clarke     |
| Heinrich Himmler    | Stephen Graham   |
| Lina Heydrich       | Rosamund Pike    |
| Anna Novak          | Mia Wasikowska   |
| Václav Morávek      | Gilles Lellouche |
| Josef Valcik        | Tom Wright       |
| Adolf Opalka        | Enzo Cilenti     |
| Karel Čurda         | Adam Nagaitis    |
| Heinrich Müller     | Geoff Bell       |
| Walter Schellenberg | Volker Bruch     |
| Karl Hermann Frank  | Barry Atsma      |
| Klaus Heydrich      | Delaet Ignace    |
| Ata Moravec         | Noah Jupe        |
| Eduard Wagner       | David Rintoul    |
| Emil Hácha          | Vernon Dobtcheff |